# 가브리엘 창손 창
가브리엘 창손 창(영어: Gabriel Changson Chang)은 남수단의 정치인이다. 남수단의 독립 전 문화장관을 지냈다.